# Vicente Rodrigues Monteiro
Vicente Rodrigues Monteiro GCSE (Lisboa, São Mamede, 25 de Setembro de 1847 - Lisboa, São Mamede, 25 de Setembro de 1936) foi um notável advogado português.

## Biografia
Filho de Gaspar José Monteiro (Lisboa, 13 de Março de 1794 - Lisboa, 4 de Dezembro de 1878) e de sua mulher (Lisboa, São Mamede, 11 de Agosto de 1838) Maria Bárbara das Neves Marques Pinheiro (Bombarral, Carvalhal, Senhor Jesus, 1809 - Lisboa, São Mamede, 11 de Outubro de 1891).
Formou-se em Direito, na Faculdade de Direito da Universidade de Coimbra, tendo sido companheiro de curso de Ernesto Rodolfo Hintze Ribeiro, de Júlio Marques de Vilhena e doutros homens públicos.
Concluída a sua formatura em Direito, abriu banca de advogado em Lisboa. Pouco depois, era nomeado Secretário do Tribunal do Comércio e, quase simultaneamente, entrava para a velha Associação dos Advogados de Lisboa, tendo sido um dos fundadores da respectiva "Gazeta". Durante mais de meio século deu àquela douta colectividade o melhor do seu esforço e da sua inteligência.
Fez parte da Comissão que, em 1876, foi escolhida para dar Parecer acerca do Projecto do Código de Processo Civil, da Comissão que se organizou para preparar a fundação dum Gabinete de Leitura, da Comissão Executiva do Gabinete de Leitura, da Comissão Executiva do Congresso Jurídico de 1889, e da Comissão que teve a seu cargo a solicitação de remessa de publicações de Direito à Exposição realizada no Rio de Janeiro, Brasil, em 1893.
Entre 12 de Outubro de 1880 e 20 de Março de 1881 e entre 27 de Fevereiro e 9 de Dezembro de 1886, exerceu o cargo de 37.º e 41.º Governador Civil do Distrito de Lisboa. Atraído pela vida política, foi eleito Deputado na Legislatura de 1887-1889, tendo sido Presidente da respectiva Câmara dos Deputados.
Em Lisboa a 25 de Julho de 1886 casou com D. Maria Luísa da Glória da Cunha e Meneses (Lisboa, São José, 27 de Outubro de 1863 - Sintra, 13 de Outubro de 1927), filha do 6.º Conde de Lumiares e Representante dos Títulos de Marquês do Louriçal e Conde da Ericeira, com geração.
Exerceu, também, os cargos de Presidente da Comissão Administrativa da Colónia Penal de Vila Fernando e Provedor do Asilo de Nossa Senhora da Conceição para Raparigas Abandonadas. Fez parte da Administração das Cozinhas Económicas, da Assistência Nacional aos Tuberculosos e do Jardim Zoológico de Lisboa, de que foi um dos fundadores, assim como daquelas beneméritas instituições. Desempenhou, ainda, as funções de Director da Real Asssociação Central da Agricultura Portuguesa, Presidente da Secção de Jurisprudência da Real Sociedade de Geografia de Lisboa, e, durante muitos anos, Director da Companhia das Lezírias do Tejo e Sado.
Foi, também, Advogado de diversos membros da Família Real de Portugal, durante os três últimos reinados, de D. Luís I de Portugal, de D. Carlos I de Portugal e de D. Manuel II de Portugal, de várias famílias titulares e de importantes companhias e estabelecimentos bancários, entre os quais o Banco de Portugal, de cuja Assembleia Geral era Presidente.
Quando, pelo Decreto N.º 11.715 de 12 de Junho de 1926, foi criada a Ordem dos Advogados Portugueses, foi incumbido de a instalar o Presidente da antiga Associação dos Advogados de Lisboa, que datava de 1838, e foi, assim, Vicente Rodrigues Monteiro a quem a Ordem dos Advogados elegeu para seu 1.º Bastonário, numa consagração ao prestígio do jurisconsulto, entre 1927 e 1929.
A 28 de Agosto de 1930 foi agraciado com a Grã-Cruz da Antiga, Nobilíssima e Esclarecida Ordem Militar de Sant'Iago da Espada, do Mérito Científico, Literário e Artístico, que recebeu em Maio de 1931.